# Ruszisztikai Könyvek
A Ruszisztikai Könyvek a Ruszisztikai Központ által 1995-ben indított könyvsorozat; érdeklődésének középpontjában a történeti ruszisztika áll. Kiadványai jelentős részben a Ruszisztikai Központ, későbbi nevén Magyar Ruszisztikai Központ, 2008. októbertől Ruszisztikai Kutatási és Módszertani Központ kutatási eredményeit, tudományos konferenciáinak anyagait tárják a közönség elé. Kiadója 2007-től a Russica Pannonicana. ISSN 1219-4905
A sorozat nagyrészt magyar nyelvű, egy töredéke orosz nyelvű kötetekből, illetve tanulmányok és előadások orosz és angol nyelvű köteteiből áll. 
1. Zsidók Oroszországban 1900–1929 (Szerk.: Krausz Tamás–Szilágyi Ákos, 1995)
2. Тамаш Краус: Советский термидор (1997)
3. 1917 és ami utána következett. Előadások és tanulmányok az orosz forradalom történetéből (Szerk.: Krausz Tamás, 1998)
4. Русская литература между Востоком и Западом. Сборник статьей (Ред.: Лена Силард, 1999)
5. Место России в Европе / The Place of Russia in Europe (conference volume) (Ed.: Szvák Gyula, 1999)
6. Bebesi György: A Feketeszázak. Az orosz szélsőjobb kialakulása a századelőn (1999)
7. Andrej Szaharov: Az orosz történelem új terminológiája (2000)
8. Szvák Gyula: IV. Iván és I. Péter utóélete (2001)
9. Место России в Евразии / The Place of Russia in Eurasia (conference volume) (Ed.: Szvák Gyula, 2001)
10. Radnóti Klára: Európa Moszkóvia-képe a XV–XVI. században (2002)
11. Czéh Zoltán: A GULAG mint gazdasági jelenség (2003)
12. Peresztrojka és tulajdonáthelyezés. Tanulmányok és dokumentumok a rendszerváltás történetéből a Szovjetunióban (1985–1991) (Szerk.: Krausz Tamás–Sz. Bíró Zoltán, 2003)
13. Московия: специфика развития / Muscovy: The Peculiarities of its Development (conference volume) (Ed.: Szvák Gyula, 2003)
14. Szili Sándor: Szibéria birtokbavételének koncepciói az orosz és a szovjet történetírásban (2005)
15. Halász Iván: A tábornokok diktatúrái – a diktatúrák tábornokai. Fehérgárdista rezsimek az oroszországi polgárháborúban 1917–1920 (2005)
16. Новые направления и результаты в русистике / New Directions and Results in Russistics (conference volume) (Ed.: Szvák Gyula, 2005)
17. Holokauszt: történelem és emlékezet / Холокост: история и память (сборник конференции) (Ред.: Krausz Tamás, 2006)
18. Региональные школы русской историографии / Regional Schools of Russian Historiography (conference volume) [Az orosz történetírás regionális iskolái] (Ed.: Szvák Gyula, 2007)
19. С. Б. Филиппов: Религиозная борьба и кризис традиционализма в России XVII века [Vallási küzdelmek Oroszországban a XVII. század közepén és a tradicionális kultúra válsága] (2007)
20. Varga Ilona: A központosítástól az abszolutizmusig. Válogatott tanulmányok az orosz állam fejlődéséről (2009)
21. V. O. Kljucsevszkij: Az orosz történelem terminológiája (2009)
22. Государство и нация в России и Центрально-восточной Европе / State and Nation in Russia and Central-East-Europe (conference volume) (Ed.: Szvák Gyula, 2009)
23. Varga Éva Mária: Magyarok szovjet hadifogságban (1941–1956) az oroszországi levéltári források tükrében (2009)
24. Gyimesi Zsuzsanna: Andrej Platonov prózája és Pavel Filonov festészete (2010)
25. Alekszandr Djukov: Holokauszt, kollaboráció, megtorlás a Szovjetunió ukrán és balti területein (2011)
26. Gyóni Gábor: A történelmi Oroszország népei. Adattár (2011)
27. Роль государства в историческом развитии Росии / The Role of the State in the Historical Development of Russia (conference volume) (Ed.: Szvák Gyula, 2011)
28. Bótor Tímea: A tatár függéstől az önálló uralkodóig. A Moszkvai Fejedelemség története a nagyfejedelmi végrendeletek (1336–1462) tükrében (2011)
29. Forgács Iván: Filmtörténetek olvadása. Az 1950-es évek második felének szovjet-orosz filmművészete (2011)
30. Ruszisztyika Ruszlana Szkrinnyikova; szerk. Szvák Gyula, Igor Tyumencev; 2011
31. Kriza Ágnes: A középkori orosz képvédő irodalom. I. Bizánci források; 2011
32. Háború és nemzeti önismeret. 70 éve támadta meg a náci Németország a Szovjetuniót. A Magyar-Orosz Történész Vegyesbizottság nemzetközi konferenciájának szerkesztett előadásai. 2011. június 10.; szerk. Bartha Eszter, Krausz Tamás; 2011
33. Krausz Tamás: Vitás kérdések a Szovjetunió és Kelet-Európa XX. századi történetében. Előadások, esszék és tanulmányok; 2011
34. Bálint József: A Szovjetunió gazdasági kifosztása dokumentumokban elbeszélve, 1941-1944; 2011
35. Двенадцать имен России (Ред.: Дюла Свак, 2012)
36. Историк и мир – мир историка в России и Центрально-Восточной Европе/ Historians and the World – the World of Historians in Russia and Central and Eastern Europe (conference volume) (Ed.: Gyula Szvák, 2012)
37. Szvák Gyula: Klió, a csalfa széptevő – Kvász Iván: Klió, a tanító (2013)
38. Дюла Свак: На службе у Клио и у власть предержащих (Этюды по россиеведению) (2014)
39. Az antiszemitizmus történeti formái a cári birodalomban és a Szovjetunió területein (Szerk.: Krausz Tamás, Barta Tamás, 2014)
40. A mi Ruszisztikánk. Tanulmányok a 20/25. évfordulóra (Szerk.: Szvák Gyula, 2015)
41. Альтернативы, переломные пункты и смены режима в истории России/Alternatives, Turning Points and Regime Changes in Russian History and Culture (conference volume) (Eds.: Gyula Szvák, Szergej Filippov, Zsuzsanna Gyimesi, 2015)
42. Историческая русистика в XXI веке / Russian Studies in History in the 21st Century) (conference volume) (Eds.: Gyula Szvák, Szergej Filippov, Zsuzsanna Gyimesi, 2017)

2018-ban a sorozat 44. köteténél tartott.